# Attractor

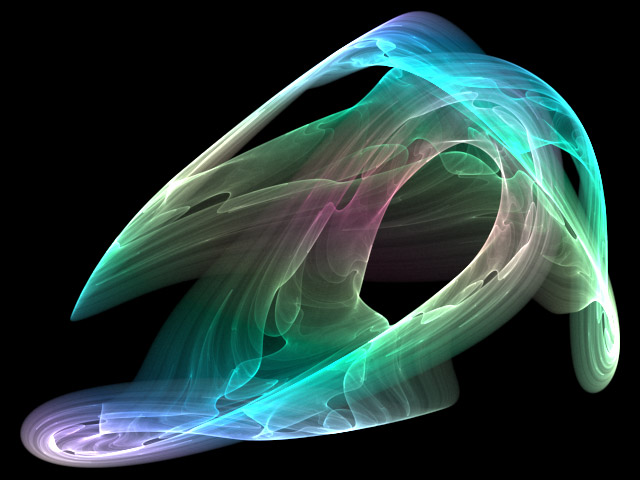
Visuele weergave van een vreemde attractor

Een attractor of aantrekker is in de systeemtheorie iets waar een dynamisch systeem in de loop van de tijd naartoe evolueert en daar vervolgens blijft, ongeacht of er sprake is van enige verstoring van buitenaf. Het systeem legt zo een bepaald traject in de richting van de attractor af. Dit traject kan bijvoorbeeld de vorm hebben van een periodieke of (in het geval van een vreemde aantrekker) een chaotische functie.
Het begrip attractor heeft uiteenlopende betekenissen. In meetkundig opzicht kan een attractor bijvoorbeeld een punt, een lijn, een oppervlakte, een inhoud, een limietcykel, een kromme of een variëteit zijn. In enkele gevallen heeft een attractor zelfs de structuur van een fractal en een chaotische of Hausdorff-dimensie. Men spreekt in dit geval van een vreemde aantrekker of attractor.
Bij een periodiek stelsel, bijvoorbeeld bij de meeste bewegingen in het zonnestelsel zoals de baan van de aarde om de zon, doorloopt het systeem telkens een beperkt aantal toestanden opnieuw. De verzameling toestanden kan een baan genoemd worden. De beschrijving vergt maar een beperkt aantal kenmerkende getallen, bijvoorbeeld de lengte van het jaar. De zon dient hierbij als de (gewone) aantrekker van het stelsel middels de zwaartekracht.

## Beschrijving
Het beschrijven van het gedrag van dynamische systemen aan de hand van attractoren is een van de onderwerpen van de chaostheorie. Het gedrag van een dynamisch systeem kan op korte termijn worden omschreven met behulp van differentiaalvergelijkingen, terwijl voor het beschrijven van het gedrag op langere termijn integraalrekening nodig is.
Dynamische systemen zijn heel vaak dissipatief, wat betekent dat er een drijvende kracht achter de beweging die de systemen kenmerkt zit. Samen met dissipatie zorgt deze drijvende kracht ervoor dat het systeem zijn typische gedrag vertoont.
Invariante reeksen en limietreeksen hangen nauw samen met het concept attractor. Een invariante reeks is een reeks die in dynamische toestand naar zichzelf toe evolueert en een attractor kan bevatten. Een limietreeks is een toestand waar een dynamisch systeem in het oneindige naartoe evolueert. Alle attractoren zijn limietreeksen maar niet andersom doordat het convergeren van sommige punten naar limietreeksen verstoord kan worden door invloeden van buitenaf.
Dissipatieve systemen hebben ook een attractor, doordat ze als gevolg van met name wrijving in de faseruimte een bepaald gedrag vertonen.

## Soorten gewone aantrekkers
Vóór 1960 werd aangenomen dat aantrekkers altijd een meetkundige deelverzameling van faseruimte-elementen waren, zoals punten, lijnen, oppervlakten en volumes. Stephen Smale stelde echter een nieuwe attractor voor, die de structuur had van een Cantorverzameling.
Twee eenvoudige attractoren zijn dekpunten en limietcykels.

#### Dekpunt

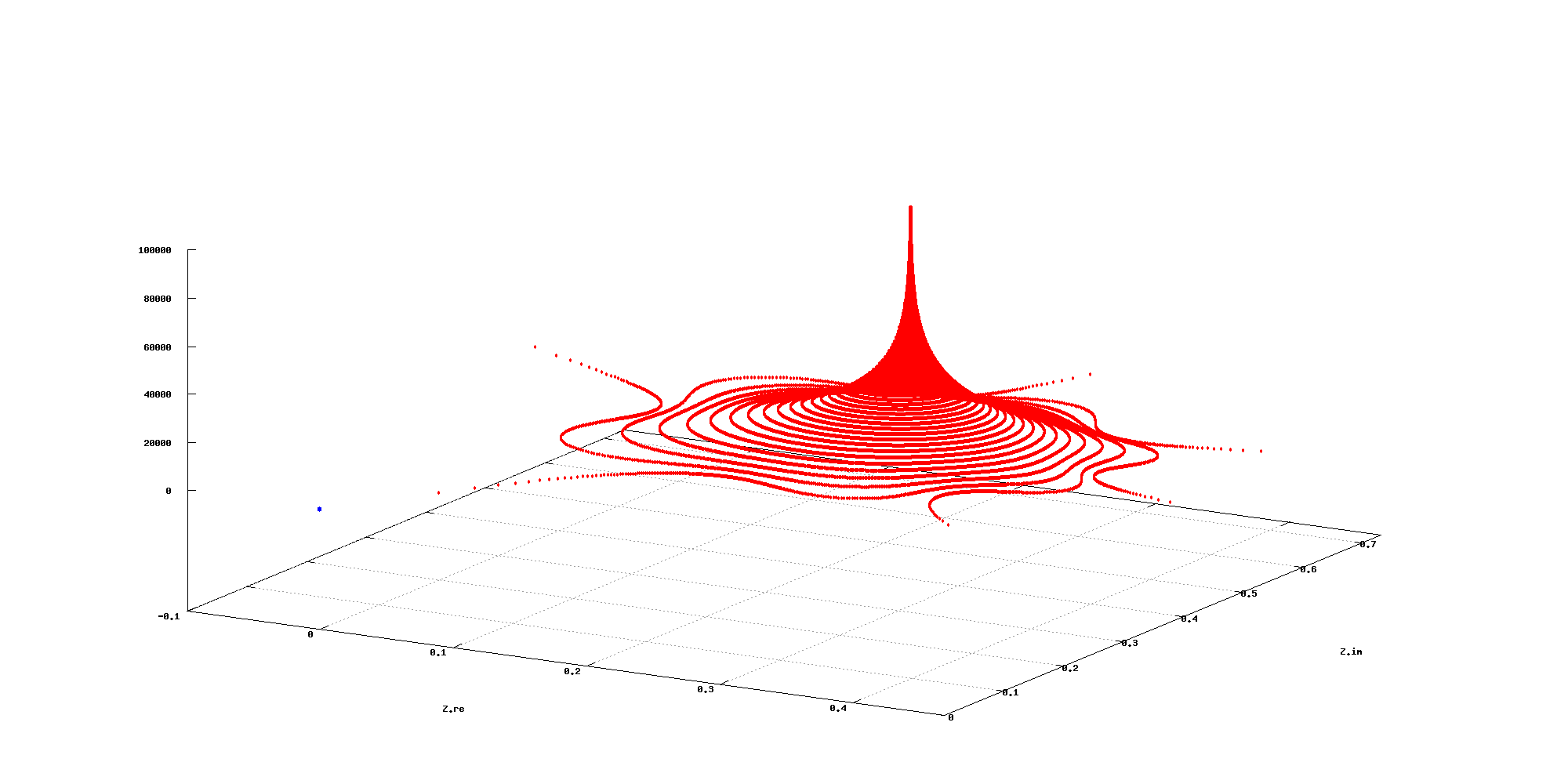
Licht aantrekkend dekpunt voor complexe kwadratische polynomiaal

Een dekpunt is een punt in een functie dat niet verandert onder invloed van een transformatie. De transformatie is in dit geval de evolutie van het dynamische systeem. Het dekpunt kan bijvoorbeeld het eindpunt van deze evolutie zijn, zoals het water dat overblijft in een glas nadat eerst de ijsblokjes zijn gesmolten of een gedempte slinger.

#### Limietcykel
Een limietcykel is een periodieke baan die door een geïsoleerd systeem wordt beschreven. Een voorbeeld hiervan is het slingeren van een pendule.

#### Limiettori
Het periodieke traject van een systeem in de limietcykel-fase kan meer dan één frequentie bevatten. Als hiervan twee frequenties een irrationaal getal vormen ofwel incommensurabel zijn is het traject niet langer gesloten en verandert de limietcykel in een torus. Een dergelijke torus wordt {\displaystyle N_{t}}-torus genoemd als er {\displaystyle N_{t}} incommensurabele frequenties zijn. Dit is bijvoorbeeld een 2-torus:

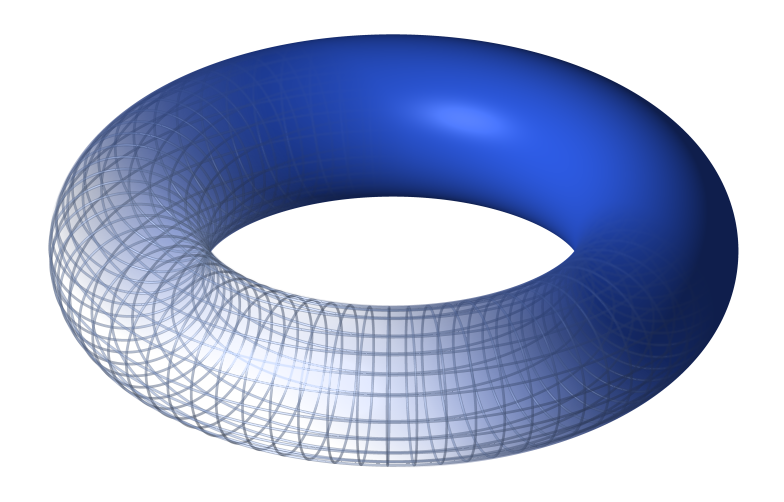
2-torus

Tijdreeksen die met deze attractor overeenkomen worden quasiperiodiek genoemd. Quasiperiodieke tijdreeksen kennen geen strikte periodiciteit.

## Vreemde aantrekker

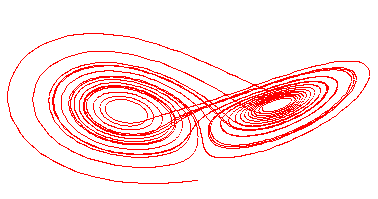
De lorenz-aantrekker, genoemd naar Edward Lorenz

De vreemde attractor (Eng.: strange attractor) is als wiskundig begrip voor het eerst genoemd in een publicatie van 1971 van de wiskundigen David Ruelle en Floris Takens. Het wordt gebruikt voor de beschrijving van aantrekkers in deterministische niet-periodieke bewegingen van een chaotisch systeem en is daarmee een belangrijk begrip in de systeemtheorie (ook wel chaostheorie of bifurcatietheorie). Vreemde attractoren zijn vaak in een paar richtingen differentieerbaar, maar soms zijn ze ook homeomorf met cantorstof en daardoor niet differentieerbaar. Voorbeelden van vreemde attractoren zijn de lorenz-aantrekker, de rössler-aantrekker, de hénon-aantrekker en de tamari-aantrekker.
Sommige hemellichamen (en vele andere systemen in de natuurkunde, de biologie en de sociale wetenschappen) doorlopen een eindeloze reeks toestanden die niet periodiek zijn. Zij zijn daardoor grotendeels onvoorspelbaar, zeker op de langere termijn. Dit is in het algemeen het gevolg van de gelijktijdige werking van meerdere krachten die een niet-lineaire invloed uitoefenen op het stelsel. Hoewel het gevolg er chaotisch uitziet, is de verzameling toestanden zeker niet geheel willekeurig. Deze verzameling mogelijke toestanden die het stelsel kan bereiken wanneer het lang genoeg aan dezelfde invloeden blootgestaan heeft kan in het algemeen beschreven worden met een fractaal die men vanwege zijn vaak zeer grillige vormen een vreemde aantrekker noemt.
Wat de reeks toestanden die het stelsel doorloopt precies is, hangt zeer sterk af van het beginpunt waar vanaf het vertrekt. Bij sommige beginpunten zal het stelsel zich naar oneindig bewegen. Als het om een hemellichaam gaat, betekent dat bijvoorbeeld dat het het zonnestelsel verlaat. Voor andere punten blijft het stelsel echter eindeloos toestanden doorlopen die allemaal tot de fractale verzameling van de aantrekker behoren. Een dergelijk hemellichaam heeft geen echte periodieke baan en keert nooit precies terug naar een toestand die het eerder gehad heeft. Het blijft echter wel 'gevangen' door de aantrekker. Voor sommige manen van Jupiter is dergelijk gedrag inderdaad waargenomen. Zij ondervinden niet alleen de zwaartekracht van Jupiter zelf, maar ook die van de grote manen Io, Ganymedes, Callisto en Europa.
Hoewel in een dergelijk stelsel een toestand nooit volledig herhaald wordt, kan het soms wel bijzonder dicht bij een voorgaande staat komen. Wanneer het echter vertrekt van twee bijna gelijke toestanden, de een bijvoorbeeld met een positie x = 1 en de ander met een positie x = 1,0000000000000000000001, zal het verschil in de toekomst steeds groter worden. Na voldoende tijd zal de toestand zelfs volledig verschillend zijn. (Bij lineaire stelsels is dat niet zo, daarbij blijft het toekomstig verschil relatief even klein).
Het steeds groeiende verschil in ontwikkeling van een stelsel wordt wel het vlindereffect genoemd. Ook het weer op aarde is een sterk niet-lineair stelsel. Het verschil in luchtdruk dat door een vlinder in China gemaakt wordt kan op het moment dat de vlinder met zijn vleugels fladdert misschien het verschil tussen 1 en 1,0000000000000000000001 atmosfeer uitmaken, maar voor de ontwikkeling van het weer kan dit op den duur het verschil tussen prachtig weer of een sneeuwbui in België betekenen.